# Anthrazitlagerstätte Doberlug-Kirchhain
Die Anthrazitlagerstätte Doberlug-Kirchhain ist eine Steinkohlenlagerstätte in Südbrandenburg unmittelbar nordwestlich von Doberlug-Kirchhain. Sie wurde durch Bohrungen und den Schacht Kirchhain I zwischen 1926 und 1959 erkundet.

## Geologie

### Makrostandort
Die Steinkohlenlagerstätte liegt in einer sich annähernd in Nordost-Südwest-Richtung erstreckenden Muldenstruktur von 16 km Länge und 10 km Breite, in denen 3 Schichten des flözführenden Unterkarbons ausgebildet sind. Die Mulde wird durch den in der Muldenlängsachse verlaufenden Kirchhainer Sattel in die südliche Hennersdorfer Mulde und die nördliche Werenzhainer Mulde geteilt. Im Nordwesten wird die Werenzhainer Mulde durch den rheinisch streichenden (NNO-SSW) Dübrichener Sattel von der kleinen Prießener Mulde getrennt. begrenzt. Die Gesamtmulde ist schüsselförmig in das unterlagernde Kambrium eingebettet und durch eine Granitaufragung als Insel von den sich unter ganz Brandenburg in Richtung NW erstreckenden Karbonschichten getrennt. Diese erreichen etwa 200 km entfernt in Norddeutschland im Gebiet der Prignitz eine Teufe von über 6000 m und fallen in der Fortsetzung weiter ein.

### Stratigraphie
Die flözführenden Kirchhainer, Finsterwalder und Doberluger Schichten gehören dem regionalen Brigantium, einer Stufe des Viséum an. In der globalen Stratigraphie wird dieser Abschnitt als Kambrium geführt. Das Alter beträgt zwischen 329 und 332 Mill. Jahren. Die Kirchhainer Schichten erstrecken sich auf einer Länge von 15 km und einer Breite von 8,5 km über die gesamte Muldenstruktur. Sie bestehen aus Tonschiefer und Kohleflözen und liegen auf den Finsterwalder und Doberluger Schichten auf. Diese bestehen aus Grauwacken, Kohlenkalken und ebenfalls aus Tonschiefern. Die Finsterwalder und Doberluger Schichten weisen nur eine unbedeutende Flözführung auf. Das Hangende der Kirchhainer Schichten wird durch die Werenzhainer Schichten gebildet, die hauptsächlich aus Konglomeraten bestehen. Flözführend sind die Kirchhainer Schichten nur in der Werenzhainer Mulde.
Insgesamt sind in der Lagerstätte Doberlug-Kirchhain 19 Flöze in unterschiedlicher Mächtigkeit und Ausdehnung ausgebildet. Die Flözmächtigkeiten reichen von wenigen Zentimetern bis zu zwei Metern. Elf Flöze sind als Brandschiefer mit einem Glührückstand von 35–65 % ausgebildet. Die Brandschieferflöze und Flöze unter 30 cm Mächtigkeit sind nicht bauwürdig. Die Flöze sind stark verworfen und gestaucht.
Der Wassergehalt der Kohle beträgt 15 % und der Kohlenstoffgehalt 91 %.

### Tektonik
Die Schichtfolgen werden als „im Allgemeinen flach“ lagernd beschrieben, ihr Einfallen beträgt etwa 10°. Die Lagerstätte streicht annähernd Ost-West und ist durch mehrere, flach erzgebirgisch (ENE-WSW) streichende und mitunter bis ins Deckgebirge reichende Störungen gekennzeichnet. Östlich von Kirchhain verlaufen zwei flach herzynisch (NNW-SSE) streichende Störungen, die vom Südrand der Lagerstätte bis ca. 3/4 ihrer Erstreckung in nördlicher Richtung reichen und dadurch die Lagerstätte in einen höhergelegenen östlichen und einen tieferliegenden westlichen Bereich teilen. Die Störungen stellen Grundwasserleiter dar; infolgedessen ergibt sich eine komplizierte hydrogeologische Situation.

## Geschichte

### Untersuchung

#### Bohrungen
Bei Erkundungsbohrungen der Braunkohlegruben Hansa in Tröbitz und Pauline um 1880 wurden Anthrazitfunde bekannt, denen aber nicht nachgegangen wurde. Erst 1926, als ein Brunnen für die Kirchhainer Brauerei Kühne angelegt wurde, stieß man in 60 Meter Tiefe wiederum auf Anthrazit. Nun wurden 8 Sondierungsbohrungen, die zwischen 200 und 800 Meter Teufe erreichten, niedergebracht. Über die wirklichen Lagerungsverhältnisse jedoch kamen keine Ergebnisse zustande, steckte doch die Kernbohrtechnik noch in den Anfängen. 1939 wurden noch 2 Bohrungen niedergebracht, danach wurden kriegsbedingt alle Aktivitäten an dem Anthrazitfeld eingestellt.

#### Bergmännische Untersuchung
Insgesamt wurden über 120 Tiefbohrungen bis zu 700 m Teufe niedergebracht. Man schätzte die Vorräte auf 100 Millionen Tonnen, wovon etwa 60 Millionen Tonnen abbaubar sein müssten. Um genauere Erkenntnisse über die Lagerstätte zu gewinnen, wurde am 28. Januar 1947 der Untersuchungsschacht Kirchhain I genehmigt. Im Mai 1947 begannen die Vorarbeiten an den Tagesanlagen und dem Gleisanschluss. Die Schachtteufe übernahm der VEB Schachtbau Nordhausen.
Mit dem SMAD-Befehl 323 begann nach dem Ende des Zweiten Weltkrieges die Suche nach Bergleuten unter den Heimatvertriebenen aus Schlesien. Aufgrund Wasser führender Schichten und zum Fließen neigenden Sandes musste das erste Drittel des Schachtes im Gefrierverfahren abgeteuft werden. Am 15. Juli 1948 begannen die Bohrarbeiten für die Gefrieranlage. Diese wurden am 15. August 1949 beendet und am 17. November 1949 mit der Teufe des Schachtes begonnen.
Der Rundschacht hat einen lichten Durchmesser von 6,20 Meter. Der Schachtausbau sollte mit Tübbings bewältigt werden. Diese waren, da sie nur in Westdeutschland produziert wurden, nicht beschaffbar. Man entschloss sich deshalb für den Ausbau mit einer Mauerung. Diese besteht aus 75 Zentimeter Klinkermauerwerk und 30 Zentimeter Hinterfüllbeton.
Nach dem Durchteufen der 157 m mächtigen Gefrierschicht stieß man auf unvermutet hohe Wasserzuflüsse. Zur Beherrschung der Wässer wurde im Schacht eine 6 m starke Betonplatte eingebracht. Über eingebaute Rohre wurde das Gebirge ab dem 27. Juli 1950 mit Zement verpresst. Die nächste stark wasserführende Schicht fuhr man bei 169 m an. Die Wasserschüttung betrug 270 l/min. Auch hier wurde das Verfahren der Schachtbetonage mit einer 4,70 m starken Betonplatte mit nachfolgender Zementverpressung angewendet.
Nach dem komplizierten Einbringen des oberen Mauerfußes wurde die Gefrieranlage abgeschaltet. Die Wasserzuflüsse waren zunächst mit den alten Pumpen beherrschbar und es konnte problemlos bis 237 Meter geteuft werden. Das nunmehr auftauende gefrorene Erdreich im oberen Drittel des Schachtes brachte zusätzlich gravierende Wasserzuflüsse, die am 1. Oktober 1951 bei einer Teufe von 284 m 260 l/min erreichten. Bei einer Teufe von 329 Metern stieg die Menge der aus dem auftauenden Gefrierteil zusitzenden Wässer innerhalb von 3 Tagen bis zum 16. Juni 1952 von 400 l/min auf 1400 l/min. Mit dieser Wassermenge waren die alten Pumpen überfordert. Man schaffte es noch, alle Pumpen und Kabel auszubauen, ehe das Wasser in der Schachtröhre um 119 m anstieg. Um den Wasserzufluss zu beherrschen, wurde versucht, den Gefrierteil mit Zementsuspension und Chemikalien abzudichten. Das gelang nur teilweise. Der Wasserzufluss konnte damit aber auf 310 l/min gesenkt werden.
Durch den Einsatz einer leistungsstärkeren Pumpe konnten die zusitzenden Wässer beherrscht werden, so dass am 21. August 1952 die Teufarbeiten fortgesetzt werden konnten. Am 18. November 1952 wurde die Endteufe von 428,80 m erreicht. Nach 5 Jahren seit Teufbeginn war der Schacht fertiggestellt. Nach dem Einbau der Fördertechnik ging er am 24. Februar 1954 in Betrieb.
Ab dem 11. Mai 1953 wurde mit dem Ausbruch eines Füllortes bei einer Teufe von 337 m begonnen. Von hier aus sollten mit einem Querschlag die Flöze 8 und 9 untersucht werden. Aufgrund des starken Einfallens der Flöze musste dieses Vorhaben aber aufgegeben werden.
Bei einer Teufe von 407 m wurde deshalb ab dem 4. Oktober 1953 eine weitere Sohle angeschlagen. Beide Füllorte wurden mit druckfesten Tonnengewölben ausgemauert. Da beim Vortrieb weitere Wassereinbrüche befürchtet wurden, wurden beide Sohlen mit Dammtoren versehen, die für einen Wasserdruck von 40 bar ausgelegt waren.
Auf dem Niveau der -407-m-Sohle konnte so ein 1147 Meter langer Querschlag in Richtung Norden aufgefahren werden. Beim Vorbohren für den Streckenvortrieb wurden starke Wasserzuflüsse festgestellt und die Arbeiten am 7. Juni 1956 eingestellt. Zusätzlich wurden vom Querschlag bis zu 300 m lange Untersuchungsstrecken im Streichen aufgefahren. Durchfahren wurden die Flöze 8, 9, 11, 12, 13, 14 und 15.

### Vorratsberechnung
Man fand 19 Flözpartien mit unterschiedlicher örtlicher Ausbreitung und einer Mächtigkeit von bis zu 2 Metern. Bilanzwürdig waren 7, auf 9 bis 10 Flözbänke verteilte, Flöze. Der 1960 bilanzierte Anthrazitkohlenvorrat beträgt 70.000.000 Tonnen auf einer Fläche von 27 Quadratkilometern. Bauwürdig sind die Flöze 12, 13, und 15 mit rund 90 % des Gesamtvorrates.

### Abbau
Der nachfolgende Abbau der Steinkohlenlagerstätte erwies sich als unrentabel. Die durchgeführten Verbrennungs- und Verkokungsversuche im Zentralen geologischen Institut der Bergakademie Freiberg ergaben, das die Kohle nicht verkokbar und nur in Spezialkesseln verheizbar ist. Der teilweise hohe Gehalt von Schiefertonen in der Kohle erfordert eine aufwändige Kohleaufbereitung. Da inzwischen billigere Kohle aus Polen und er Sowjetunion zur Verfügung stand, wurde auf einen Aufnahme der Förderung verzichtet. Der Grubenbetrieb wurde eingestellt, aber die Wasserhaltung aufrechterhalten. Man erhoffte sich einen Absatz der Kohle an ein in der Tschechoslowakei in Bau befindliches Kraftwerk. 1958 wurde die Versuchsförderung aufgenommen und die Kohle in die Tschechoslowakei exportiert. Allerdings führte auch dieser Versuch zu einem negativen Ergebnis. Daraufhin wurde die Wasserhaltung eingestellt.  Nach dem Ausbau der wiederverwendbaren Technik und der Sicherung des Schachtes begann die Flutung. Der Schacht wurde mit einer einfachen Betonabdeckung versehen.

### Neubewertung 2007
Im Zuge der Neubewertung der brandenburgischen Rohstoffvorkommen wurde 2007 durch das LBGR die Monographie „Tiefliegende Lagerstätten“ verfasst, in der vorhandene Erkenntnisse zu Rohstoffvorkommen zusammengefasst und z. T. neu interpretiert wurden.

## Nachnutzung des Areals
Am 31. Oktober 1959 wurde das Objekt als Kaserne der Nationalen Volksarmee übergeben. Stationiert wurde hier das Eisenbahn-Pionier-Ausbildungsregiment. Nach dem Umzug des Regiments in eine neue Kaserne südlich des Schachtgeländes im Jahr 1973 wurde das Gelände nur noch als Lagerplatz genutzt.  Nach der Wende war die Bundeswehr Eigentümer des Geländes. Im Jahr 2000 verließ die Bundeswehr das Bergwerksgelände. Nur ein kleiner Teil wird von der Heeresinstandsetzung AG genutzt. Die Anlagen sind seither wieder zu großen Teilen für zivile Zwecke freigegeben.
2008 erfolgte die Sanierung des Schachtkopfes durch die Bergsicherungsfirma BST Freiberg GmbH & Co. KG. Nach dem Abriss des Schachtkopfes wurde mit einer Unterwasserkamera der Schacht bis zur Endteufe untersucht. Auf der gesamten Länge der Schachtröhre konnten keine Schäden festgestellt werden. Im Anschluss wurde der Schachtkopf großräumig neu betoniert und mit Betonfertigteilen abgedeckt. Nach der Herstellung einer Revisionsöffnung über dem Schacht wurde das Gelände rekultiviert.